# Cricotopus scottae
Cricotopus scottae är en tvåvingeart som beskrevs av Freeman 1956. Cricotopus scottae ingår i släktet Cricotopus och familjen fjädermyggor. Inga underarter finns listade i Catalogue of Life.